# Wereldkampioenschap superbike van Silverstone 2013
Het wereldkampioenschap superbike van Silverstone 2013 was de negende ronde van het wereldkampioenschap superbike en het wereldkampioenschap Supersport 2013. De races werden verreden op 4 augustus 2013 op Silverstone nabij Silverstone, Verenigd Koninkrijk.

## Superbike

### Race 1
| Pos | Nr | Rijder            | Constructeur | Rondes | Tijd        | Grid | Punten |
| --- | -- | ----------------- | ------------ | ------ | ----------- | ---- | ------ |
| 1   | 65 | Jonathan Rea      | Honda        | 17     | 37:16.058   | 3    | 25     |
| 2   | 58 | Eugene Laverty    | Aprilia      | 17     | +3.073      | 1    | 20     |
| 3   | 2  | Leon Camier       | Suzuki       | 17     | +3.480      | 7    | 16     |
| 4   | 50 | Sylvain Guintoli  | Aprilia      | 17     | +3.608      | 8    | 13     |
| 5   | 76 | Loris Baz         | Kawasaki     | 17     | +4.140      | 4    | 11     |
| 6   | 16 | Jules Cluzel      | Suzuki       | 17     | +5.659      | 10   | 10     |
| 7   | 91 | Leon Haslam       | Honda        | 17     | +6.443      | 12   | 9      |
| 8   | 86 | Ayrton Badovini   | Ducati       | 17     | +10.544     | 13   | 8      |
| 9   | 33 | Marco Melandri    | BMW          | 17     | +14.017     | 15   | 7      |
| 10  | 19 | Chaz Davies       | BMW          | 17     | +14.167     | 6    | 6      |
| 11  | 66 | Tom Sykes         | Kawasaki     | 17     | +14.180     | 5    | 5      |
| 12  | 27 | Max Neukirchner   | Ducati       | 17     | +26.536     | 11   | 4      |
| 13  | 7  | Carlos Checa      | Ducati       | 17     | +43.561     | 2    | 3      |
| 14  | 84 | Michel Fabrizio   | Aprilia      | 17     | +46.373     | 14   | 2      |
| 15  | 8  | Mark Aitchison    | Kawasaki     | 17     | +1:33.624   | 16   | 1      |
| 16  | 23 | Federico Sandi    | Kawasaki     | 16     | +1 ronde    | 17   |        |
| 17  | 31 | Vittorio Iannuzzo | BMW          | 15     | +2 ronden   | 17   |        |
| DNF | 34 | Davide Giugliano  | Aprilia      | 9      | Uitgevallen | 9    |        |

### Race 2
De race werd een ronde voor de oorspronkelijke finish afgebroken vanwege een ongeluk van Leon Haslam en werd niet herstart.
| Pos | Nr | Rijder            | Constructeur | Rondes | Tijd        | Grid | Punten |
| --- | -- | ----------------- | ------------ | ------ | ----------- | ---- | ------ |
| 1   | 76 | Loris Baz         | Kawasaki     | 16     | 33:46.622   | 4    | 25     |
| 2   | 16 | Jules Cluzel      | Suzuki       | 16     | +0.609      | 10   | 20     |
| 3   | 58 | Eugene Laverty    | Aprilia      | 16     | +0.869      | 1    | 16     |
| 4   | 65 | Jonathan Rea      | Honda        | 16     | +2.145      | 3    | 13     |
| 5   | 2  | Leon Camier       | Suzuki       | 16     | +2.229      | 7    | 11     |
| 6   | 50 | Sylvain Guintoli  | Aprilia      | 16     | +2.374      | 8    | 10     |
| 7   | 66 | Tom Sykes         | Kawasaki     | 16     | +5.791      | 5    | 9      |
| 8   | 86 | Ayrton Badovini   | Ducati       | 16     | +20.126     | 13   | 8      |
| 9   | 33 | Marco Melandri    | BMW          | 16     | +20.209     | 15   | 7      |
| 10  | 7  | Carlos Checa      | Ducati       | 16     | +20.629     | 2    | 6      |
| 11  | 84 | Michel Fabrizio   | Aprilia      | 16     | +20.769     | 14   | 5      |
| 12  | 27 | Max Neukirchner   | Ducati       | 16     | +21.407     | 11   | 4      |
| 13  | 23 | Federico Sandi    | Kawasaki     | 16     | +45.015     | 17   | 3      |
| 14  | 8  | Mark Aitchison    | Kawasaki     | 16     | +45.938     | 16   | 2      |
| 15  | 34 | Davide Giugliano  | Aprilia      | 16     | +46.036     | 9    | 1      |
| 16  | 31 | Vittorio Iannuzzo | BMW          | 16     | +1:22.207   | 18   |        |
| DNF | 91 | Leon Haslam       | Honda        | 16     | Ongeluk     | 12   |        |
| DNF | 19 | Chaz Davies       | BMW          | 14     | Uitgevallen | 6    |        |

## Supersport
| Pos | Nr  | Rijder               | Constructeur | Rondes | Tijd           | Grid | Punten |
| --- | --- | -------------------- | ------------ | ------ | -------------- | ---- | ------ |
| 1   | 54  | Kenan Sofuoğlu       | Kawasaki     | 16     | 34:25.660      | 2    | 25     |
| 2   | 11  | Sam Lowes            | Yamaha       | 16     | +9.501         | 1    | 20     |
| 3   | 99  | Fabien Foret         | Kawasaki     | 16     | +12.165        | 7    | 16     |
| 4   | 88  | Kev Coghlan          | Kawasaki     | 16     | +12.259        | 4    | 13     |
| 5   | 21  | Christian Iddon      | MV Agusta    | 16     | +12.491        | 3    | 11     |
| 6   | 44  | Roberto Rolfo        | MV Agusta    | 16     | +12.590        | 12   | 10     |
| 7   | 4   | Jack Kennedy         | Honda        | 16     | +13.625        | 8    | 9      |
| 8   | 19  | Florian Marino       | Kawasaki     | 16     | +15.009        | 5    | 8      |
| 9   | 60  | Michael van der Mark | Honda        | 16     | +21.399        | 6    | 7      |
| 10  | 65  | Vladimir Leonov      | Yamaha       | 16     | +21.821        | 22   | 6      |
| 11  | 26  | Lorenzo Zanetti      | Honda        | 16     | +23.464        | 14   | 5      |
| 12  | 91  | Roberto Tamburini    | Honda        | 16     | +27.574        | 18   | 4      |
| 13  | 9   | Luca Scassa          | Kawasaki     | 16     | +27.640        | 20   | 3      |
| 14  | 25  | Alex Baldolini       | Suzuki       | 16     | +27.773        | 16   | 2      |
| 15  | 44  | David Salom          | Kawasaki     | 16     | +28.238        | 9    | 1      |
| 16  | 20  | Mathew Scholtz       | Suzuki       | 16     | +29.036        | 19   |        |
| 17  | 75  | Glen Richards        | Triumph      | 16     | +29.208        | 21   |        |
| 18  | 17  | Ronan Quarmby        | Honda        | 16     | +34.132        | 10   |        |
| 19  | 32  | Sheridan Morais      | Honda        | 16     | +43.186        | 15   |        |
| 20  | 87  | Luca Marconi         | Honda        | 16     | +43.380        | 17   |        |
| 21  | 10  | Imre Tóth            | Honda        | 16     | +52.272        | 25   |        |
| 22  | 2   | Billy McConnell      | Triumph      | 16     | +58.718        | 32   |        |
| 23  | 37  | David Linortner      | Honda        | 16     | +1:00.182      | 26   |        |
| 24  | 61  | Fabio Menghi         | Yamaha       | 16     | +1:02.914      | 24   |        |
| 25  | 64  | Matt Davies          | Honda        | 16     | +1:16.379      | 33   |        |
| 26  | 181 | Ivan Clementi        | Kawasaki     | 16     | +1:16.647      | 28   |        |
| 27  | 7   | Nacho Calero         | Honda        | 16     | +1:16.747      | 27   |        |
| 28  | 33  | Yves Polzer          | Honda        | 16     | +1:38.558      | 29   |        |
| 29  | 161 | Alexej Ivanov        | Kawasaki     | 16     | +1:38.962      | 34   |        |
| 30  | 35  | Mitchell Carr        | Honda        | 16     | +1:39.058      | 31   |        |
| 31  | 24  | Eduard Blokhin       | Honda        | 16     | +1:47.527      | 36   |        |
| DNF | 55  | Massimo Roccoli      | Yamaha       | 14     | Uitgevallen    | 23   |        |
| DNF | 84  | Riccardo Russo       | Kawasaki     | 10     | Schade ongeluk | 11   |        |
| DNF | 5   | Raffaele De Rosa     | Honda        | 8      | Ongeluk        | 13   |        |
| DNF | 34  | Balázs Németh        | Honda        | 5      | Uitgevallen    | 30   |        |
| DNF | 59  | Alex Schacht         | Honda        | 0      | Uitgevallen    | 35   |        |

## Tussenstanden na wedstrijd

### Superbike
| Pos | Nr | Rijder           | Team     | Punten |
| --- | -- | ---------------- | -------- | ------ |
| 1   | 50 | Sylvain Guintoli | Aprilia  | 262    |
| 2   | 66 | Tom Sykes        | Kawasaki | 249    |
| 3   | 58 | Eugene Laverty   | Aprilia  | 226    |
| 4   | 33 | Marco Melandri   | BMW      | 221    |
| 5   | 19 | Chaz Davies      | BMW      | 180    |

### Supersport
| Pos | Nr | Rijder               | Team     | Punten |
| --- | -- | -------------------- | -------- | ------ |
| 1   | 11 | Sam Lowes            | Yamaha   | 160    |
| 2   | 54 | Kenan Sofuoğlu       | Kawasaki | 131    |
| 3   | 99 | Fabien Foret         | Kawasaki | 101    |
| 4   | 60 | Michael van der Mark | Honda    | 80     |
| 5   | 26 | Lorenzo Zanetti      | Honda    | 73     |

2002 · 2003 · 2004 · 2005 · 2006 · 2007 · 2010 · 2011 · 2012 · 2013